# 中华人民共和国反垄断法
《中华人民共和国反垄断法》是中华人民共和国政府制定的一部关于反垄断法律，共八章57条。

## 历史
1994年由商务部负责起草和调研工作，2006年6月提交全国人大常委会首次审议，2007年8月30日在十届全国人大常委会第二十九次会议通过，並於2008年8月1日起施行。
2022年6月24日，新版反垄断法草案在十三届全国人大常委会通过，于2022年8月1日正式生效。

## 案例
2009年3月18日，中华人民共和国商务部依《中华人民共和国反垄断法》第27条，经审查后决定禁止美国可口可乐公司与中国汇源果汁集团有限公司的经营者集中。
2021年7月10日，中华人民共和国市场监管总局依《中华人民共和国反垄断法》禁止虎牙公司与斗鱼国际控股有限公司合并。
2021年7月24日，中华人民共和国市场监管总局依《中華人民共和國反壟斷法》第48條、《经营者集中审查暂行规定》第57條，責令騰訊音樂在30日內解除獨家音樂版權，停止收取高額預付金。此案為《反壟斷法》實施以來第一宗對要求違法經營者採取必要措施恢復市場競爭狀態的案件。
2022年12月26日，中华人民共和国市场监管总局依《中華人民共和國反壟斷法》责令知网停止垄断行为，并处以其2021年中国境内销售额17.52亿元5%的罚款，计8760万元。
2024年12月9日，中国国家市场监督管理总局表示，因英伟达涉嫌违反《中华人民共和国反垄断法》及《市场监管总局关于附加限制性条件批准英伟达公司收购迈络思科技有限公司股权案反垄断审查决定的公告》，该局依法对英伟达公司开展立案调查。 被认为是中国对美国限制对中国出口先进芯片技术的回应。
2025年2月4日，因应特朗普政府对中国加征10%关税，中国国家市场监督管理总局以谷歌涉嫌违反《中华人民共和国反垄断法》，对谷歌开展立案调查。